# Psittacodrillia albonodulosa
Psittacodrillia albonodulosa é uma espécie de gastrópode do gênero Psittacodrillia, pertencente a família Horaiclavidae.